# Tjaša Vozel
Tjaša Vozel (Trbovlje, 14 de julio de 1990) es una nadadora de estilo libre eslovena que participó en los Juegos Olímpicos de Londres 2012 y en los Juegos Olímpicos de Río de Janeiro 2016.

## Biografía
Hizo su primera aparición en el Campeonato Mundial de Natación en Piscina Corta de 2010. Dos años después participó en los Juegos Olímpicos de Londres 2012, donde nadó la prueba de 100 metros braza, quedando en la posición treinta en la ronda preliminar con un tiempo de 1:09.63. Cuatro años después volvió a las olimpiadas, esta vez en los Juegos Olímpicos de Río de Janeiro 2016, nadando de nuevo en la prueba de 100 metros braza, finalizando en la posición 35 con un tiempo de 1:11.15.